# 贾巴利亚难民营市场空袭
2023年10月9日， 以色列国防军对贾巴利亚难民营的市场进行了一次空袭，空袭之时市场上聚集了大量平民。此次空袭是2023年以色列—哈马斯战争的一部分，共造成超过60人死亡，市场的大部分被摧毁。几日后以色列军方再次对该处发动空袭，又造成45人死亡。死难者大多数是在难民营避难的家庭。